# Saint-Hilaire-en-Woëvre
Saint-Hilaire-en-Woëvre és un municipi francès situat al departament del Mosa i a la regió del Gran Est. L'any 2007 tenia 190 habitants.

## Demografia

### Població
El 2007 la població de fet de Saint-Hilaire-en-Woëvre era de 190 persones. Hi havia 74 famílies, de les quals 12 eren unipersonals (12 dones vivint soles i 12 dones vivint soles), 25 parelles sense fills, 33 parelles amb fills i 4 famílies monoparentals amb fills.
La població ha evolucionat segons el següent gràfic:
Habitants censats

### Habitatges
El 2007 hi havia 81 habitatges, 73 eren l'habitatge principal de la família, 5 eren segones residències i 3 estaven desocupats. 78 eren cases i 2 eren apartaments. Dels 73 habitatges principals, 64 estaven ocupats pels seus propietaris, 7 estaven llogats i ocupats pels llogaters i 1 estava cedit a títol gratuït; 2 tenien una cambra, 1 en tenia dues, 8 en tenien tres, 16 en tenien quatre i 46 en tenien cinc o més. 66 habitatges disposaven pel capbaix d'una plaça de pàrquing. A 24 habitatges hi havia un automòbil i a 41 n'hi havia dos o més.

### Piràmide de població
La piràmide de població per edats i sexe el 2009 era:
| Homes | Edats   | Dones |
| ----- | ------- | ----- |
| 0     | 95 o +  | 0     |
| 0     | 90 a 94 | 0     |
| 0     | 85 a 89 | 0     |
| 0     | 80 a 84 | 0     |
| 4     | 75 a 79 | 0     |
| 4     | 70 a 74 | 4     |
| 4     | 65 a 69 | 4     |
| 4     | 60 a 64 | 4     |
| 8     | 55 a 59 | 8     |
| 4     | 50 a 54 | 8     |
| 4     | 45 a 49 | 0     |
| 16    | 40 a 44 | 4     |
| 4     | 35 a 39 | 8     |
| 4     | 30 a 34 | 4     |
| 0     | 25 a 29 | 4     |
| 4     | 20 a 24 | 4     |
| 0     | 15 a 19 | 8     |
| 4     | 10 a 14 | 4     |
| 4     | 5 a 9   | 8     |
| 8     | 0 a 4   | 4     |

## Economia
El 2007 la població en edat de treballar era de 124 persones, 87 eren actives i 37 eren inactives. De les 87 persones actives 81 estaven ocupades (47 homes i 34 dones) i 6 estaven aturades (3 homes i 3 dones). De les 37 persones inactives 7 estaven jubilades, 15 estaven estudiant i 15 estaven classificades com a «altres inactius».

### Ingressos
El 2009 a Saint-Hilaire-en-Woëvre hi havia 67 unitats fiscals que integraven 185 persones, la mediana anual d'ingressos fiscals per persona era de 16.981 €.

### Activitats econòmiques
Dels 9 establiments que hi havia el 2007, 1 era d'una empresa de fabricació de material elèctric, 1 d'una empresa de construcció, 2 d'empreses de comerç i reparació d'automòbils, 2 d'empreses d'informació i comunicació, 2 d'empreses de serveis i 1 d'una entitat de l'administració pública.
L'únic servei als particulars que hi havia el 2009 era una fusteria.
L'any 2000 a Saint-Hilaire-en-Woëvre hi havia 14 explotacions agrícoles que ocupaven un total de 1.030 hectàrees.

## Poblacions més properes
El següent diagrama mostra les poblacions més properes.